# 194 v. Chr.
Portal Geschichte | Portal Biografien | Aktuelle Ereignisse | Jahreskalender | Tagesartikel

◄ |
3. Jahrhundert v. Chr. |
2. Jahrhundert v. Chr. |
1. Jahrhundert v. Chr. |
►

◄ | 210er v. Chr. | 200er v. Chr. | 190er v. Chr. | 180er v. Chr. |
170er v. Chr. |
►

◄◄ | ◄ | 197 v. Chr. | 196 v. Chr. | 195 v. Chr. | 194 v. Chr. |
193 v. Chr. |
192 v. Chr. |
191 v. Chr. |
► |
►►
Staatsoberhäupter

## Ereignisse
- Publius Cornelius Scipio Nasica, römischer Praetor auf der Iberischen Halbinsel, schlägt die Lusitaner bei Ilipa.
- Die Römer besiegen die Boier in der Schlacht bei Placentia.

## Gestorben
- Eratosthenes, griechischer Mathematiker (* um 276 v. Chr.)